# Karamenderes
Karamenderes (také Karamenderes Çayı nebo Karamenderes Nehri) je řeka protékající provincií Çanakkale v severozápadním Turecku. Název pochází z tureckých slov Kara (černý) a menderes (meandr), v antice se nazývala Skamandros, což bylo i jméno antropomorfního říčního boha, syna Okeanova. Byla také označována jako Küçük Menderes, toto jméno však již oficiálně patří odlišné řece Malý Menderes.
Řeka pramení na severním úbočí pohoří Ida (turecky Kaz Dağları). Teče zprvu západním směrem, u města Bayramiç na ní byla postavena stejnojmenná přehrada, uvedená do provozu roku 1996. Nedaleko Ezine se tok řeky obrací k severu a v rovinaté krajině vytváří četné zákruty. U vesnice Pınarbaşı se nachází další hráz a část řeky je zde svedena do zavlažovacích kanálů. Starověké město Trója se nacházelo 2 km od břehů řeky a 8 km od jejího ústí do průlivu Dardanely. Řeka je dlouhá 110 km, její povodí má rozlohu 1960 km².